# Spallanzani Point
Der Spallanzani Point (in Chile Punta Harry) ist eine Landspitze im Osten der Brabant-Insel im Palmer-Archipel vor der Westküste der Antarktischen Halbinsel. Sie markiert den östlichen Ausläufer der Albena-Halbinsel sowie die nördliche Begrenzung der Einfahrt zur Hill Bay.
Wahrscheinlich wurde das Kap erstmals bei der Belgica-Expedition (1897–1899) des belgischen Polarforschers Adrien de Gerlache de Gomery gesichtet. Luftaufnahmen, welche die Hunting Aerosurveys Ltd. zwischen 1956 und 1957 anfertigte, dienten 1959 einer Kartierung. Das UK Antarctic Place-Names Committee benannte es 1960 nach dem italienischen Universalgelehrten Lazzaro Spallanzani (1729–1799), der 1780 als Erster den Verdauungsvorgang richtig gedeutet hatte. Der alternative Name der Landspitze ist erstmals 1947 auf einer chilenischen Karte verzeichnet, der weitere Benennungshintergrund ist nicht bekannt.